# 利物浦足球俱乐部球员列表
以下是利物浦足球俱乐部的球员列表。

## 著名昔日球员
在利物浦辉煌的历史中，很多球员也在利物浦获得一段非常成功的时期，并受到球迷们的宠爱，在球迷之间亦经常讨论究竟谁才是利物浦最著名的球员。

### 战前
在第二次世界大战之前，有几位球员都为利物浦效力了一段长时间，成功得到球迷的倾慕。是英格兰的固定正选，亦是利物浦的第一位英格兰队长。另外伊莱沙·斯科特也曾为利物浦效力长达22年，成为利物浦史上最长时间效力利物浦的球员。在锋线上，曾於20及30年代做出17个帽子戏法。

### 60年代
在1960年代，辛奇利将利物浦改造成欧洲强队的时候，很多球员都成为了球迷新一代的偶像，像罗恩·耶茨及。後者更是射入了245个联赛入球（参见球会纪录），他亦是1966年世界盃足球赛中英格兰的冠军阵容之一。

### 70年代
皮士利延续了利物浦的强势，他在70年代引入两个苏格兰球员，他们分别是：，是3夺欧洲盃赛冠军盃的重要功臣；达格利什，被球迷称为「國王肯尼」（King Kenny）。

### 80及90年代
皮士利在80年代罗致年轻的拉什，在其后的90年代初成为球队的神射手。球会青训出身的科拿，则成为90年代中後期的神射手，更被球迷称为「上帝」。在90年代，利物浦的青训系统成功地培训一班未来之星，包括卡拉格、奧雲及謝拉特。他们都是2001年代成为五冠王的主要功臣，而謝拉特和加歷查也在奧雲离开利物浦後夺得欧冠盃及足总盃。以下是其他的著名球员：
| - （Nick Barmby，2000-2002） - （Stan Collymore，1995-1997） - （Ray Clemence，1967-1981） - （David Fairclough，1974-1983） - （Bruce Grobbelaar，1981-1994） | - （Alan Hansen，1977-1990） - （Steve Heighway，1970-1981） - （David Hodgson，1982-1984） - （Ray Houghton，1987-1992） - （Roger Hunt，1959-1970） - （Paul Ince，1997-1999） - （David Johnson，1976-1982） - （Craig Johnston，1981-1988） - （Kevin Keegan，1971-1977） - （Alan Kennedy，1978-1986） - （Ray Kennedy，1974-1982） - （Mark Lawrenson，1981-1988） - （Jari Litmanen，2000-2002） - （加利·麥亞里士打，2000-2002） - （Terry McDermott，1974-1983） - （Steve McMahon，1985-1991） - 比士利 (Peter Beardsley，1987-1991) | - （Fernando Morientes，2005-2006） - （Phil Neal，1974-1985） - （Steve Nicol，1981-1994） - （Ronny Rosenthal，1989-1994） - （Tommy Smith，1963-1978） - （Phil Thompson, 1971-1984） - （John Toshack，1970-1978） - （Mark Walters，1991-1995） - （Paul Walsh，1984-1988） - （John Wark，1984-1988） - （Sander Westerveld，1999-2001） - （Ronnie Whelan，1979-1994） - （Mark Wright，1991-1999） |

## 球員名單（2000年至今）
2000年代
- （Emile Heskey，2000-04）
- （Christian Ziege，2000-01）
- （Nick Barmby，2000-02）
- （Bernard Diomède，2000-03）
- （Gary McAllister，2000-02）
- （Grégory Vignal，2000-05 ）
- （Markus Babbel，2000-04）
- 阿弗萨德（Pegguy Arphexad，2000-03）
- （Igor Bišćan，2000-05）
- 斯乔伦德（Daniel Sjölund，2000-03）
- （Jari Litmanen，2001-02）
- （Chris Kirkland，2001-06）
- （Jerzy Dudek，2001-07）
- （John Riise，2001-08）
- （Milan Baroš，2001-05）
- （Nicolas Anelka，2001-02）
- （Abel Xavier，2002-03）
- （El Hadji Diouf，2002-05）
- （Salif Diao，2002-07）
- （Bruno Cheyrou，2002-06）
- （Anthony Le Tallec，2001-08）
- （Florent Sinama-Pongolle，2001-06）
- 吕齐（Patrice Luzi，2002-05）
- 阿劳·（Alou Diarra，2002-05）
- （Harry Kewell，2003-08）
- （Steve Finnan，2003-08）
- 梅贾尼（Carl Medjani，2003-06）
- 比齐尔（Arnaud Bühler，2003-04）
- 保罗·琼斯（英语：Paul Jones (footballer, born 1967)）（Paul Jones，2004）
- （Djibril Cissé，2004-07）
- （Xabi Alonso，2004-09）
- （Luis García，2004-07）
- （Josemi，2004-06）
- （Antonio Núñez，2004-05）
- （Fernando Morientes，2005-06）
- （Scott Carson，2005-08）
- （Mauricio Pellegrino，2005）
- （Mohamed Sissoko，2005-08）
- （Peter Crouch，2005-08）
- （Pepe Reina，2005-14）
- （Mark González，2006-07）
- （Besian Idrizaj，2005-08）
- （Jack Hobbs，2005-09）
- （Boudewijn Zenden，2005-07）
- 卡尔德雷（Ramon Calliste，2005-06）
- 米基·罗克（Miki Roqué，2006-09）
- （Antonio Barragán，2005-06）
- （Daniel Agger，2006-14）
- （Robbie Fowler，1993-2001／2006-07）
- （Jan Kromkamp，2006）
- （David Martin，2006-10）
- （Dirk Kuyt，2006-12）
- （Jermaine Pennant，2006-09）
- （Craig Bellamy，2006-07／2011-12）
- （Gabriel Paletta，2006-07）
- （Fábio Aurélio，2006-12）
- （Nabil El Zhar，2006-11）
- （Álvaro Arbeloa，2007-09）
- （Javier Mascherano，2007-10）
- 艾达雷维奇（Astrit Ajdarevic，2009）
- （Emiliano Insúa，2007-11）
- （Daniele Padelli，2007）
- （Fernando Torres，2007-11）
- （Ryan Babel，2007-11）
- 盧卡斯（Lucas Leiva，2007-17）
- （Yossi Benayoun，2007-10）
- 莱托（Sebastián Leto，2007-09）
- （Krisztián Németh，2007-10）
- （Charles Itandje，2007-10）
- （Damien Plessis，2007-10）
- （Nikolay Mihaylov，2007-10）
- （Andriy Voronin，2007-10）
- 克罗瑟尔（Ryan Crowther，2007-09）
- 安德拉斯·西蒙（András Simon，2007-10）
- （Martin Škrtel，2008-16）
- （Martin Škrtel，2008-16）
- （Glen Johnson，2009-15）

2010年代
- 軒達臣（Jordan Henderson，2011-23）
- 苏亚雷斯（Luis Suárez，2011-14）
- （Raheem Sterling，2012-15）
- （Joe Allen，2012-16）
- （Daniel Sturridge，2013-19）
- （Philippe Coutinho，2013-17）
- 米奴列（Simon Mignolet，2013-19）
- （Dejan Lovren，2014-20）
- （Adam Lallana，2014-20）
- （Alberto Moreno，2014-19）
- （Emre Can，2014-18）
- （Nathaniel Clyne，2015-20）
- （Roberto Firmino，2015-23）
- 祖·高美斯（Joe Gomez，2015-）
- （James Milner，2015-23）
- （Divock Origi，2015-22）
- （Georginio Wijnaldum，2016-21）
- （Sadio Mané，2016-22）
- （Joël Matip，2016-23）
- （Trent Alexander-Arnold，2016-2025）
- （Mohamed Salah，2017-）
- （Andrew Robertson，2017-）
- （Alex Oxlade-Chamberlain，2017-23）
- （Virgil van Dijk，2018-）
- （Alisson Becker，2018-）
- （Naby Keïta，2018-23）
- 法賓奴（Fabinho，2018-23）
- （Curtis Jones，2019-）
- （Harvey Elliott，2019-）

2020年代
- （Diogo Jota，2020-25，其20號球衣永久退役）
- （Kostas Tsimikas，2020-）
- （Ibrahima Konaté，2021-）
- （Luis Díaz，2022-25）
- （Darwin Núñez，2022-25）
- （Cody Gakpo，2022-）